# Tatuagem
Tatuagem es una película dramática brasileña de 2013, el debut como director de largometraje de Hilton Lacerda. Fue premiada como Mejor Película en el Festival de Cine de Gramado de 2013.

## Argumento
La película está ambientada en el Recife de los años 70 y sigue la historia de Clécio Wanderley, líder de la compañía teatral Chão de Estrelas, que realiza conciertos llenos de desenfreno y desnudez. Una de las principales estrellas del equipo es Paulete, con quien Clécio mantiene una amistad. Un día, Paulete recibe la visita de su cuñado, el joven Fininha, que está en el ejército. Encantado por el universo creado por el Chão de Estrelas, pronto es seducido por Clécio. No tardan en entablar una relación sentimental, lo que lo coloca en una situación dudosa: mientras aumenta los lazos con los miembros de la compañía, necesita lidiar con la represión del ejército existente durante la dictadura.

## Reparto
- Irandhir Santos como Wanderley
- Jesuíta Barbosa como Araújo "Fininha"
- Rodrigo Garcia como Paulete
- Rafael Guedes como Depressílvio
- Sílvio Restiffe como Professor Joubert
- Sylvia Prado como Deusa
- Ariclenes Barroso como Gusmão

## Producción
Varias historias y personajes reales inspiraron la trama de Tatuagem. El líder del grupo teatral Chão de Estrelas está basado en el dramaturgo argentino Túlio Carella, quien vivió en Recife durante los años 60. La compañía de teatro en sí representa la experiencia real de la compañía experiencial anárquica "Vivencial", que existió en la segunda mitad de los años 70.
Después de seis semanas de preparación del elenco, el rodaje se llevó a cabo en las ciudades de Recife y Olinda en 2011.

## Premios
- (2013) Kikito a la Mejor Película - Festival de Cine de Gramado.[5]
- (2013) Mejor Tema Musical - DJ Dolores - Festival de Gramado.[5]
- (2013) Mejor actor - Irandhir Santos - Festival de Gramado.[5]
- (2013) Premio Especial del Jurado - Ficción - Festival de Cine de Río.[6]
- (2013) Mejor Actor - Jesuíta Barbosa - Festival de Cine de Río.[6]
- (2013) Mejor Actor de Reparto - Rodrigo García - Festival de Cine de Río.[6]
- (2013) Mejor Largometraje de Ficción - Premio del Público - Festival de Cine de Río.[6]
- (2013) Premio FIPRESCI al Mejor Largometraje Latinoamericano - Festival de Cine de Río.[6]* (2013) Mejor Actor - Rodrigo García - 57.º Premio de la Asociación Paulista de Críticos de Arte.[7]